# Liste der Biografien/Gorg
Liste der Biografien |
Portal Biografien |
Personensuche
# |
A |
B |
C |
D |
E |
F |
G |
H |
I |
J |
K |
L |
M |
N |
O |
P |
Q |
R |
S |
T |
U |
V |
W |
X |
Y |
Z |
?
 
Ga |
Gb |
Gc |
Gd |
Ge |
Gf |
Gh |
Gi |
Gj |
Gk |
Gl |
Gm |
Gn |
Go |
Gp |
Gq |
Gr |
Gs |
Gu |
Gv |
Gw |
Gy |
Gz
 
Goa |
Gob |
Goc |
God |
Goe |
Gof |
Gog |
Goh |
Goi |
Goj |
Gok |
Gol |
Gom |
Gon |
Goo |
Gop |
Gor |
Gos |
Got |
Gou |
Gov |
Gow |
Goy |
Goz
 
Gora |
Gorb |
Gorc |
Gord |
Gore |
Gorf |
Gorg |
Gorh |
Gori |
Gorj |
Gork |
Gorl |
Gorm |
Gorn |
Goro |
Gorp |
Gorr |
Gors |
Gort |
Goru |
Gorv |
Gory |
Gorz
Die Liste der Biografien führt alle Personen auf, die in der deutschsprachigen Wikipedia einen Artikel haben. Dieses ist eine Teilliste mit 98 Einträgen von Personen, deren Namen mit den Buchstaben „Gorg“ beginnt.

## Gorg
- Görg, Anna-Christine (* 1987), deutsche Basketballspielerin
- Görg, Bernhard (* 1942), österreichischer Politiker (ÖVP), Manager und Dramatiker
- Görg, Carina (* 1991), österreichische Handballspielerin
- Görg, Carmelita (1950–2016), deutsche Informatikerin, Elektroingenieurin und Hochschullehrerin
- Görg, Christoph (* 1958), deutscher Politikwissenschaftler
- Görg, Galyn (1964–2020), US-amerikanische Schauspielerin und Tänzerin
- Görg, Holger (* 1970), deutscher Ökonom und Hochschullehrer
- Görg, Horst-Dieter (* 1959), deutscher Ökonom, Fahrzeugsammler, Technikhistoriker, Vorsitzender der Hanomag-IG e.V., Autor und Herausgeber
- Görg, Hubert (1903–1991), deutscher Politiker (CDU)
- Görg, Klaus Hubert (1940–2021), deutscher Rechtsanwalt
- Görg, Linus (* 1994), deutscher Politiker (Bündnis 90/Die Grünen), Mitglied der Hamburgischen Bürgerschaft
- Görg, Manfred (1938–2012), deutscher Alttestamentler und römisch-katholischer Theologe
- Görg, Patricia (* 1960), deutsche Schriftstellerin
- Görg, Wolfgang (1911–1984), deutscher Fotograf mit eigenem Ansichtskartenverlag

### Gorga
- Gorga, Sebastián (* 1994), uruguayischer Fußballspieler
- Gorgani, persischer Dichter
- Gorgas, Edgar (1928–2019), deutscher Boxer
- Gorgas, William C. (1854–1920), US-amerikanischer Arzt, Gelbfieber-Forscher
- Gorgasos, antiker griechischer Maler und Koroplast
- Gorgaß, Bodo (* 1940), deutscher MedizinerBodo Gorgaß (* 1940)

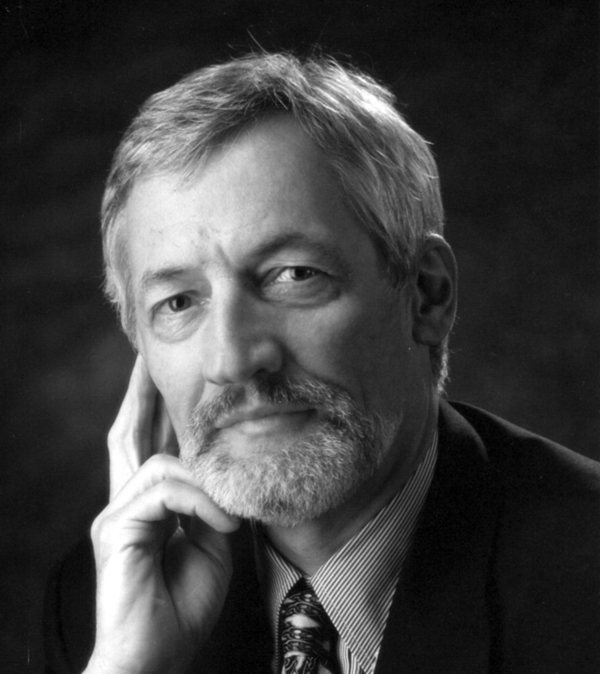
Bodo Gorgaß (* 1940)

- Gorgaß, Hans Bodo (1909–1993), deutscher Tötungsarzt der Aktion T4

### Gorge
- Görge, Bernhard (1890–1947), deutscher katholischer Geistlicher und Theologe
- Gorgé, Camille (1893–1978), Schweizer Diplomat
- Gorgé, Francis (* 1953), französisch-schweizerischer Improvisationsmusiker (Gitarre, Komposition)
- Gorge, Hugo (1883–1934), österreichischer Architekt
- Görge, Karl (1872–1933), deutscher Kunstmaler, Filmarchitekt und Innenarchitekt
- Gorge, Paul Eugène (1856–1941), belgischer Maler
- Görgei, Artúr (1818–1916), ungarischer General
- Gorgelin, Mathieu (* 1990), französischer Fußballspieler
- Gorgels, Peter (* 1955), deutscher Brigadegeneral
- Görgemanns, Herwig (* 1931), deutscher Altphilologe
- Görgen, Bruno (1777–1842), österreichischer Psychiater
- Görgen, Eva-Maria (1929–1998), deutsche Opern-, Operetten- und Musicalsängerin
- Görgen, Hermann Mathias (1908–1994), deutscher Politiker (CVU, CSU), MdB
- Görgen, Jochen (* 1962), deutscher Radrennfahrer
- Görgen, Renate (* 1952), deutsche Hörspiel- und Drehbuchautorin
- Görgen, Thomas, deutscher Hochschullehrer, Professor für Kriminologie an der Deutschen Hochschule der Polizei
- Görgen-Ossouli, Firouzeh, iranisch-deutsche Künstlerin
- Gorgenländer, Rudolf (* 1974), deutsch-kasachischer Eishockeyspieler
- Görgens, Armin (* 1961), deutscher Fußballspieler
- Görgens, Egon (* 1941), deutscher Wirtschaftswissenschaftler und Hochschullehrer
- Görgens, Lutz (* 1951), deutscher Diplomat
- Gorgeous, Gigi (* 1992), kanadische Schauspielerin und ModelGigi Gorgeous (* 1992)

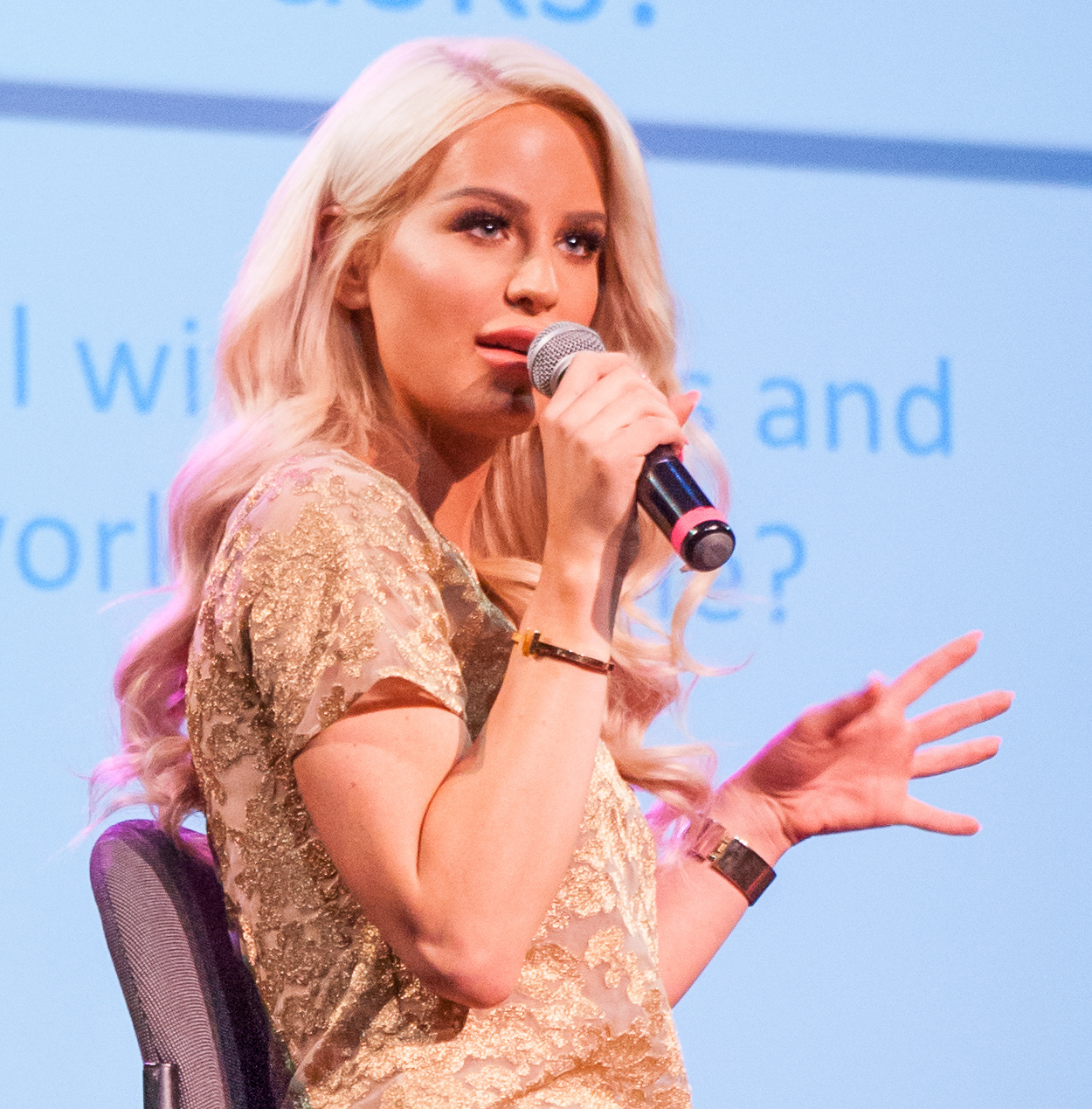
Gigi Gorgeous (* 1992)

- Görger, Svenja (* 1987), deutsche Schauspielerin und Casterin
- Görges, Christoph Friedrich (1776–1852), deutscher Kantor und Schriftsteller
- Gorges, E. Howard (1868–1949), britischer Offizier und Brigadegeneral
- Gorges, Edmond (1872–1924), südafrikanischer Politiker und Administrator von Südwestafrika
- Gorges, Ferdinando († 1647), englischer Militär und Kolonialist
- Gorges, Guido (* 1973), deutscher Fußballspieler
- Görges, Hans (1859–1946), deutscher Physiker
- Gorges, Horst-Werner (* 1935), deutscher Fußballspieler
- Gorges, Ingolf (1940–2008), deutscher Schauspieler und Synchronsprecher
- Gorges, Jean-Pierre (* 1953), französischer Politiker der Les Républicains
- Gorges, Johann (1900–1971), deutscher SS-Unterscharführer KZ Auschwitz-Birkenau
- Gorges, Josh (* 1984), kanadischer Eishockeyspieler
- Görges, Julia (* 1988), deutsche TennisspielerinJulia Görges (* 1988)

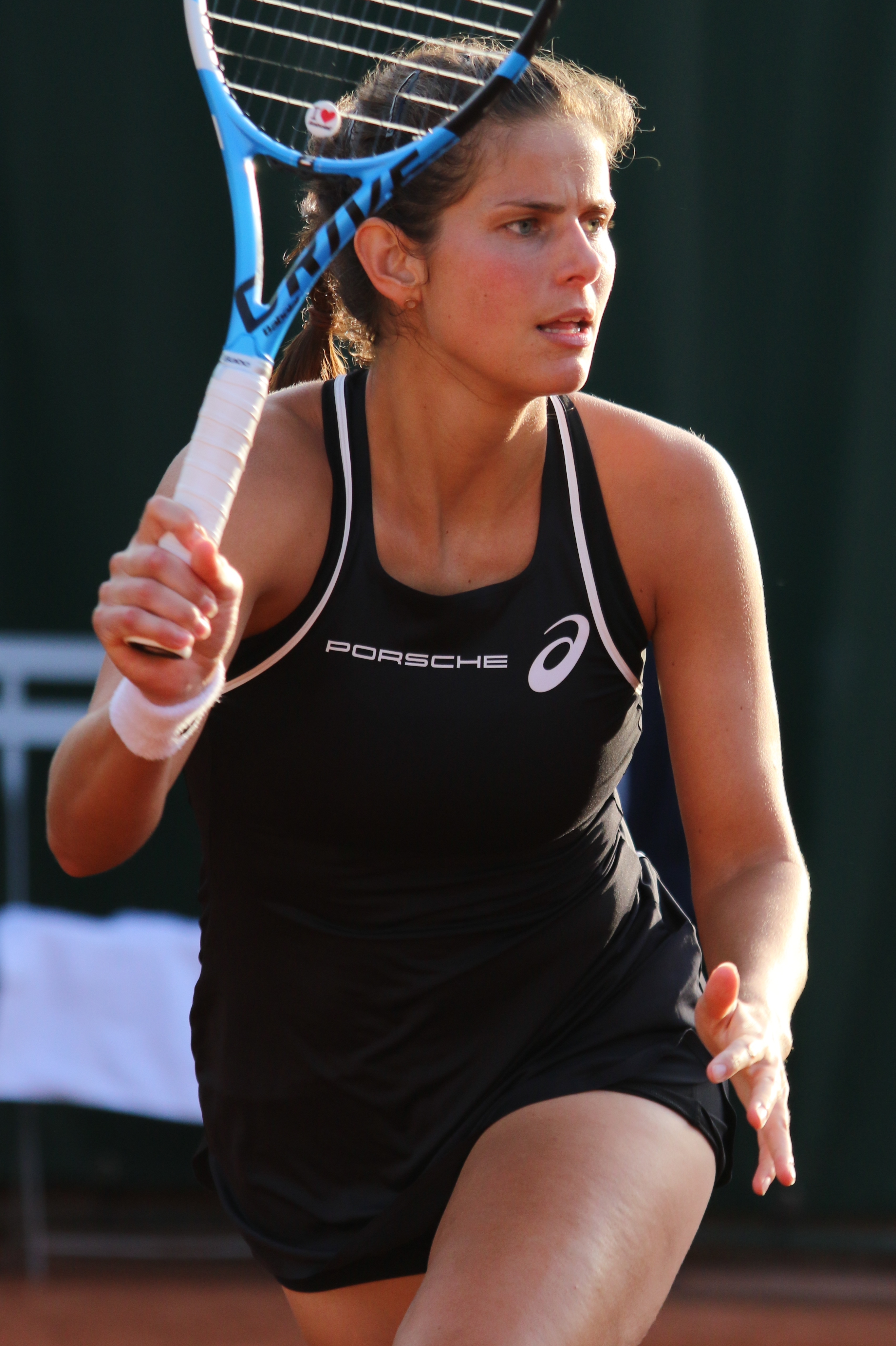
Julia Görges (* 1988)

- Gorges, Konrad (1898–1968), deutscher Oberbürgermeister von Koblenz und von Trier
- Gorges, Ralph de, 1. Baron Gorges († 1323), englischer Adliger und Militär
- Gorges, Stefan (* 1967), deutscher Fußballspieler
- Gorges, Theo, deutscher Fußballspieler
- Gorges, Walter (1922–1971), deutscher Politiker (SPD), MdL Rheinland-Pfalz
- Görges, Wilhelm (1813–1894), deutscher Postbeamter und Schriftsteller
- Görgey, Gábor (1929–2022), ungarischer Dramatiker, Schriftsteller und Kultusminister

### Gorgh
- Gorghiu, Alina (* 1978), rumänische Politikerin

### Gorgi
- Gorgi, Katharina (* 1994), österreichische Sängerin, Schauspielerin, Musicaldarstellerin und Violinistin
- Gorgias, makedonischer Infanterieoffizier
- Gorgias von Leontinoi, griechischer Philosoph und einer der Hauptvertreter der Sophistik
- Gorgias, Johann (1640–1684), siebenbürgisch-sächsischer Schriftsteller
- Gorgidas, thebanischer Militärführer
- Gorgijew, Tigran Borissowitsch (1910–1976), sowjetischer Schachkomponist

### Gorgl
- Görgl, Alfred (1908–2002), deutscher Lehrer und Lyriker
- Görgl, Elisabeth (* 1981), österreichische SkirennläuferinElisabeth Görgl (* 1981)

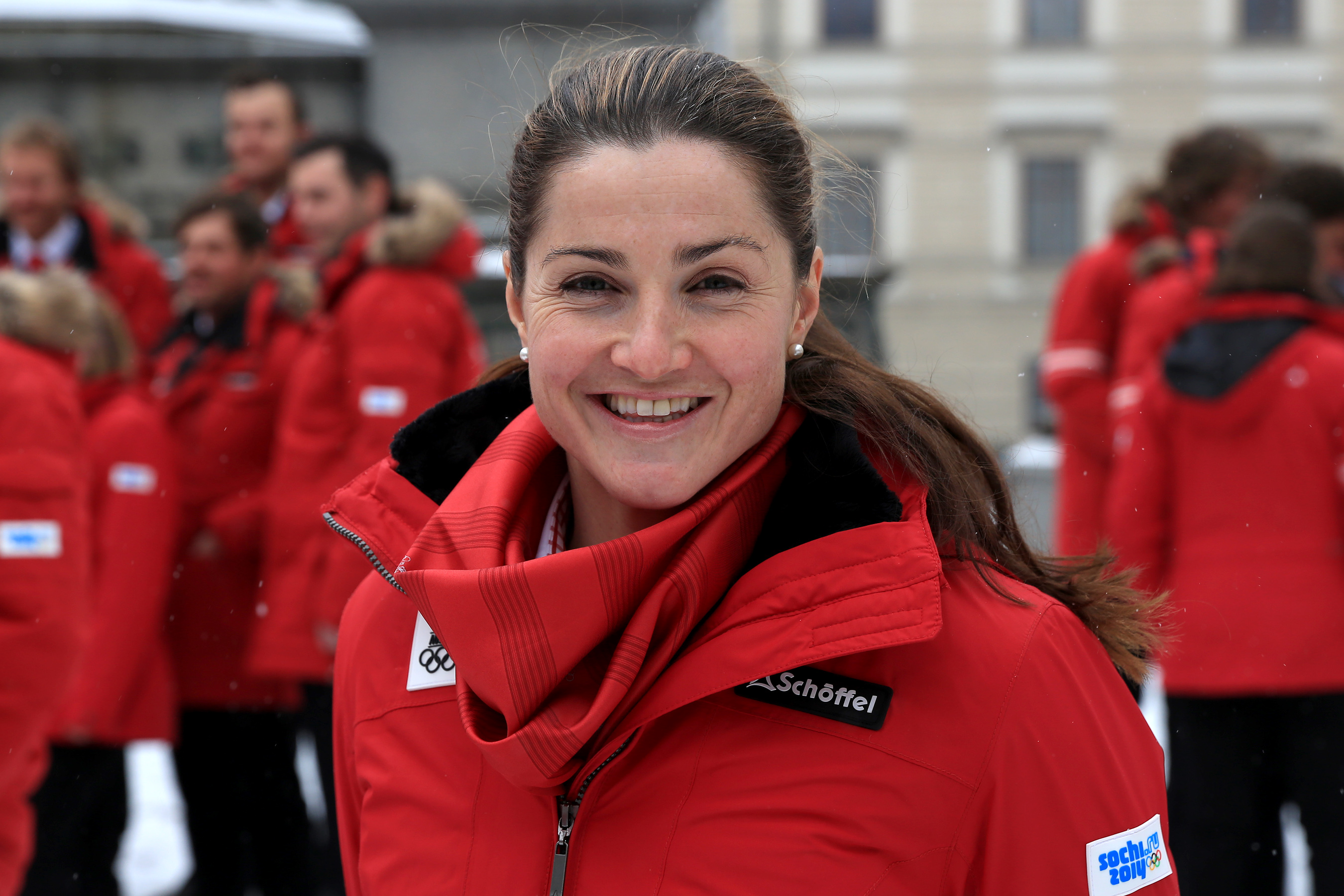
Elisabeth Görgl (* 1981)

- Görgl, Stephan (* 1978), österreichischer Skirennläufer

### Gorgo
- Gorgo, Frau des spartanischen Königs Leonidas I.
- Gorgo-Maler, griechischer Vasenmaler
- Gorgodse, Ekaterine (* 1991), georgische Tennisspielerin
- Gorgodse, Mamuka (* 1984), georgischer Rugby-Union-Spieler
- Gorgon, Alexander (* 1988), österreichischer Fußballspieler
- Gorgon, Herbert (1907–1943), deutscher Mediziner und Nationalsozialist
- Gorgoń, Jerzy (* 1949), polnischer Fußballspieler
- Gorgoń-Flont, Barbara (1936–2020), polnische Rennrodlerin
- Gorgone, Michelle (* 1983), US-amerikanische Snowboarderin
- Gorgoni, Adam (* 1963), US-amerikanischer Komponist und Arrangeur
- Gorgoni, Joseph (* 1966), Schweizer Kabarettist und Schauspieler
- Gorgonios, antiker griechischer Bronzeschmied
- Gorgonius von Rom, Märtyrer der katholischen Kirche
- Gorgos, Herrscher von Ambrakia
- Gorgos, Sohn des messenischen Freiheitshelden Aristomenes
- Gorgos, griechischer Töpfer
- Gorgos von Iasos, antiker Staatsmann und Diplomat

### Gorgs
- Gorgs, Kurt (* 1939), deutscher Fußballspieler

### Gorgu
- Görgü-Philipp, Sahhanim (* 1970), deutsche Politikerin (Grüne), MdBB
- Gorgulow, Pawel Timofejewitsch (1895–1932), Mörder
- Görgülü, Ferhat (* 1991), niederländisch-türkischer Fußballspieler
- Görgülü, Sercan (* 1960), türkischer Fußballspieler und -trainer
- Görgün, Melek (* 1949), türkische Schauspielerin
- Görgün, Moses (* 1981), syrischer Geistlicher, Metropolit der Syrisch-Orthodoxen Kirche von EuropaMoses Görgün (* 1981)

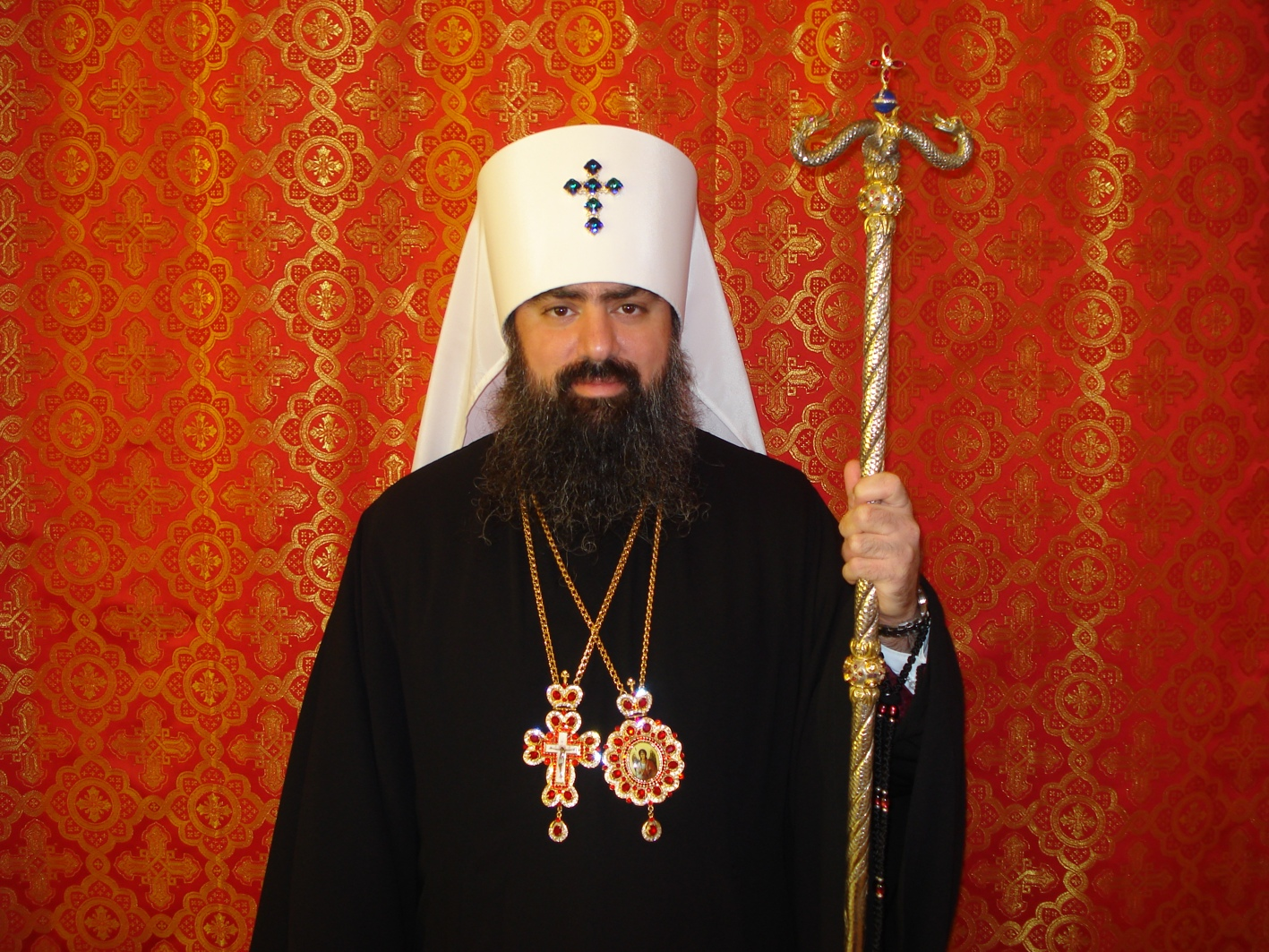
Moses Görgün (* 1981)

- Gorgus, Manfred (* 1951), deutscher Fußballspieler